# Carabodes spiniformis
Carabodes spiniformis är en kvalsterart som beskrevs av Robert Gatlin Reeves 1995. Carabodes spiniformis ingår i släktet Carabodes och familjen Carabodidae. Inga underarter finns listade.